# Ghuwara
Ghuwara è una suddivisione dell'India, classificata come nagar panchayat, di 10.813 abitanti, situata nel distretto di Chhatarpur, nello stato federato del Madhya Pradesh. In base al numero di abitanti la città rientra nella classe IV (da 10.000 a 19.999 persone).

## Geografia fisica
La città è situata a 24° 31' 08 N e 79° 04' 47 E.

## Società

### Evoluzione demografica
Al censimento del 2001 la popolazione di Ghuwara assommava a 10.813 persone, delle quali 5.754 maschi e 5.059 femmine. I bambini di età inferiore o uguale ai sei anni assommavano a 2.129, dei quali 1.131 maschi e 998 femmine. Infine, coloro che erano in grado di saper almeno leggere e scrivere erano 5.229, dei quali 3.363 maschi e 1.866 femmine.